# Trichestra condor
Trichestra condor là một loài bướm đêm trong họ Noctuidae.